# O Êxtase de Santa Teresa
O Êxtase de Santa Teresa ou a Transverberação de Santa Teresa (1647–1652) é uma escultura de Gian Lorenzo Bernini, um dos maiores escultores do século XVII, representando a experiência mística de Santa Teresa de Ávila trespassada por uma seta de amor divino por um anjo, realizada para a capela do cardeal Federico Cornaro. A madre Teresa de Jesus, nascida Teresa de Cepeda y Ahumada morreu em Alba de Tormes em 4 de Outubro de 1582.
Esculpida durante o período de 1645-1652, seguindo as tendências do estilo barroco, a escultura, em mármore e bronze dourado, está localizada na Capela Cornaro, Igreja de Santa Maria della Vittoria, Roma. É considerada uma das maiores obras-primas do Barroco e um exemplo clássico da teatralidade barroca. A beleza da obra se deve ao uso da iluminação e da fidelidade da escultura, que conferem à obra sensibilidade, pois o escultor aplicava em suas esculturas o uso de corpos alongados, gestos expressivos, expressões mais simples porém mais emocionadas. Nesta obra, Bernini, valendo-se de sua experiência direta como organizador de espetáculos teatrais, transforma, não num sentido metafórico, mas literal, o espaço da capela num teatro.
Para isso, primeiro alarga a profundidade do transepto; então, abrindo-se uma janela com vidro amarelo na parede do fundo, projetada para ficar escondida pelo tímpano do altar, cria-se uma fonte de luz que atua de cima, como um holofote, e que dá um sentido realista à irrupção em cena de um feixe de raios de bronze dourado, de modo que a luz que desce sobre o grupo escultórico, através dos raios, parece momentânea, transitória e instável, de modo a reforçar a sensação de provisoriedade do acontecimento.
Bernini seguia as determinações da Igreja Católica Romana, que diziam que a arte religiosa deveria ser inteligível e realista, e servir, acima de tudo, como um estímulo emocional à religiosidade.
Bernini serviu a Cidade do Vaticano durante muito tempo, criando esculturas feitas por pedido.

## Descrição
Uma das cifras para a compreensão da arte barroca é, como se sabe, o gosto pela “teatralidade”: a representação espectacular e por vezes até enfática dos acontecimentos. Nesta obra Bernini, fazendo uso da sua experiência direta como organizador de espetáculos teatrais, transforma, não no sentido metafórico, mas literal, o espaço da capela em teatro;
Para tal, primeiro amplia a profundidade do transepto; depois, abrindo uma janela de vidro amarelo na parede posterior, desenhada para ficar oculta pelo tímpano do altar, obtém-se uma fonte de luz que actua de cima, como um reflector e que dá um sentido realista à irrupção na cena de um feixe de raios de bronze dourado, de tal forma que a luz que incide sobre o conjunto, através dos raios, parece momentânea, transitória e instável de forma a reforçar a sensação de provisoriedade do acontecimento. Pode-se facilmente imaginar como este efeito, na penumbra da igreja, deve ter parecido sugestivo naquela época. Até a flecha original empunhada pelo anjo, agora substituída por um simples dardo, era feita com raios que saíam da sua ponta, representando o fogo do "grande amor de Deus", como disse a própria Santa Teresa na sua autobiografia.
A elegante edícula barroca, em mármore policromado, onde Bernini situa a cena do "Êxtase de Santa Teresa", serve de proscénio do teatro: mostra a figura da santa meio reclinada sobre uma nuvem vaporosa que transporta - como se uma máquina de teatro oculta estivesse operando - em direção ao céu. A transformação da capela em teatro torna-se literal com a criação, em ambos os lados do palco-altar, de "caixas" onde estão representadas as várias personagens da família Corner – retratos de meio corpo. O acontecimento muito privado do êxtase da santa torna-se assim um acontecimento público, que os nobres espectadores parecem testemunhar não com trépida estupefação e animado ímpeto devocional, mas com desprendido desencanto; aliás, vemo-los - como acontece frequentemente no teatro - decididos a trocar os seus comentários.

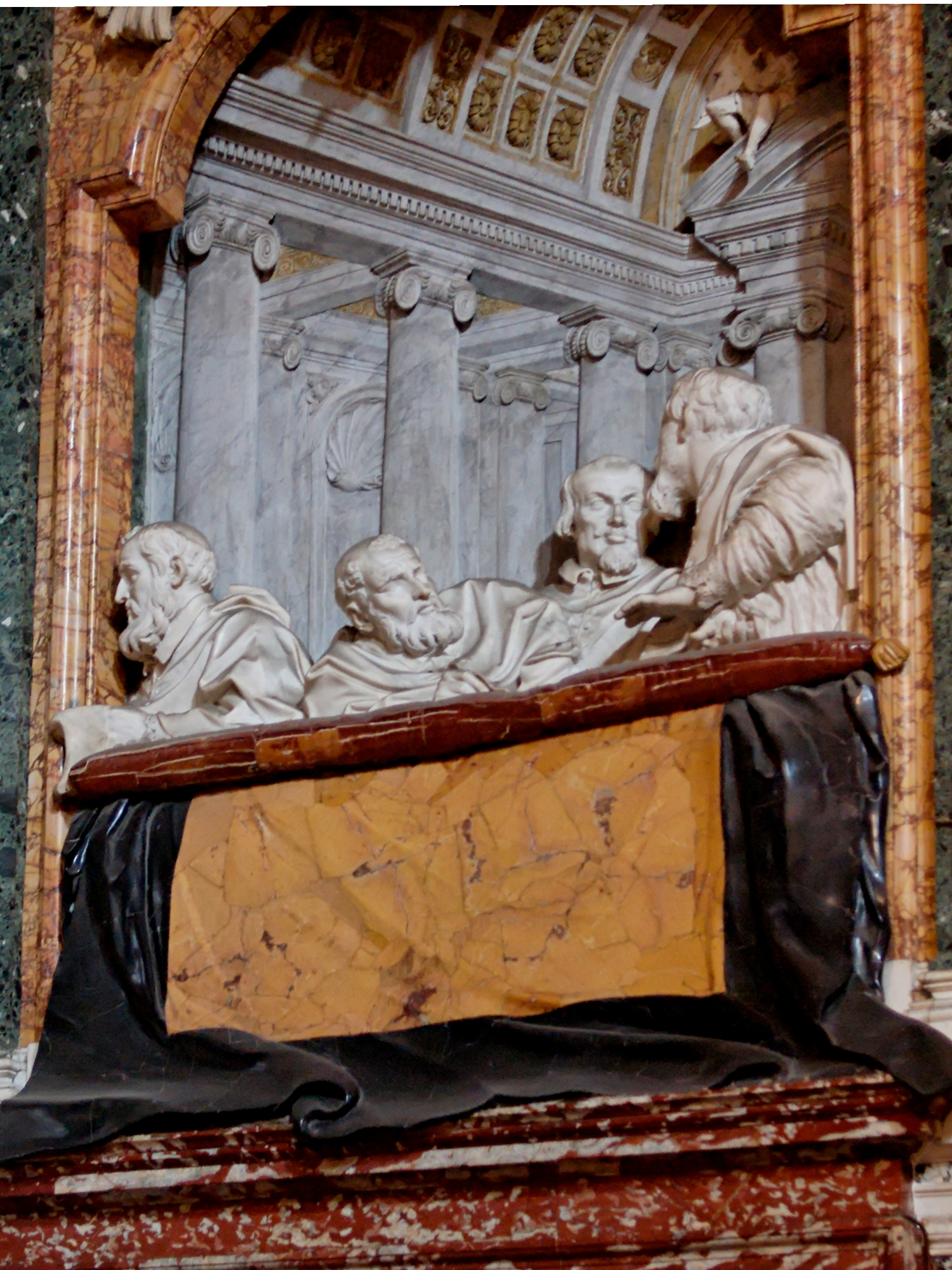
A caixa da esquerda, com os membros da família Corner como testemunhas ativas do evento místico

Não para a família comitente, mas para o público ideal de fiéis que se aproxima do altar-palco da capela que Bernini encena o êxtase da santa. Aqui demonstra toda a sua mestria como escultor, capaz de trabalhar o mármore como se fosse cera, com extrema atenção ao detalhe. O grande e macio manto da santa, deixado a cair desordenadamente sobre o seu corpo, é uma obra-prima de virtuosismo técnico, pelo que o mármore perde toda a rigidez e a escultura parece querer competir com a pintura pelo primado na representação do movimento. Ernst Gombrich comenta:

Até o tratamento do drapeado é, em Bernini, inteiramente novo. Em vez de o fazer cair com as dobras dignas da maneira clássica, fá-las retorcidas e rodopiantes para acentuar o efeito dramático e dinâmico do todo. Depressa toda a Europa o imitou.
A representação dos êxtases místicos dos santos e das suas visões do divino representa um dos temas mais caros da arte barroca: os santos "com os olhos elevados ao céu ajudam" - seguindo as recomendações dos Jesuítas sobre as funções pedagógicas da arte sacra - sentir emocionalmente, com sangue e carne, o que significa a inspiração mística que conduz à comunicação com Cristo e que é apanágio da mais profunda devoção. Ainda sob este aspecto, da representação do êxtase, a obra realizada por Bernini na capela Cornaro estará destinada a abrir um precedente e a ser tomada como modelo inúmeras vezes na história da arte sacra.
Ao nível iconográfico o Êxtase de Santa Teresa, que encontra o seu protótipo no Aparição de Cristo a Santa Margarida de Cortona por Giovanni Lanfranco (1622), inspira-se directamente numa famosa passagem dos escritos do santo, no qual ela descreve uma das suas muitas experiências de arrebatamento celestial:
Um dia apareceu-me um anjo, lindo para além da medida. Vi na sua mão uma longa lança, em cuja ponta parecia haver uma ponta de fogo. Pareceu atingir-me várias vezes no meu coração, o suficiente para penetrar dentro de mim. A dor era tão real que gemi alto várias vezes, mas era tão doce que não me podia querer livrar dela. Nenhuma alegria terrena pode proporcionar tal satisfação. Quando o anjo sacou a sua lança, fiquei com um grande amor por Deus.— Santa Teresa de Ávila, Autobiografia, XXIX, 13
 O relato que Teresa nos oferece é retratado quase literalmente por Bernini na sua composição de mármore, com o corpo completamente sem vida e abandonado da santa, o seu rosto muito doce com os olhos semicerrados voltados para o céu e os lábios que se abrem para emitir um gemido, enquanto um querubim com aparência de criança brincalhona, segurando um dardo, símbolo do "Amor de Deus", afasta as suas vestes para a atingir no coração. Digno de nota é o contraste entre a tez lisa e delicada do anjo (que faz pensar mais em Eros da mitologia grega do que numa entidade espiritual cristã) e as roupas descompostas da santa.

## Comissão
Todo o conjunto foi supervisionado e completado por um Bernini maduro durante o papado de Inocêncio X. Quando Inocêncio aderiu ao trono papal, ele evitou os serviços artísticos de Bernini; o escultor foi o artista favorito do anterior e libertino Papa Barberini. Sem o patrocínio papal, os serviços do ateliê de Bernini estavam, portanto, à disposição de um patrono como o cardeal veneziano Federico Cornaro (1579-1653).
Cornaro escolheu a igreja das Carmelitas Descalças, que até então era pouco notável, para sua capela funerária. O local escolhido para a capela foi o transepto esquerdo, que anteriormente tinha uma imagem de 'São Paulo em Êxtase', que foi substituída pela dramatização de Bernini de uma experiência religiosa sofrida e relatada pela primeira santa carmelita descalça, que havia sido canonizada não muito tempo antes, em 1622.[carece de fontes?] Foi completada em 1652 pela então principesca soma de 12.000 escudos.

## O grupo escultórico e sua ambientação
As duas figuras escultóricas centrais, a da freira desmaiada e o anjo com a lança, derivam de um episódio descrito por Teresa de Ávila, uma mística reformadora e freira carmelita descalça de clausura. Em sua autobiografia, "A Vida de Teresa de Jesus" (1515-1582), sua experiência de êxtase religioso em seu encontro com o anjo é descrita da seguinte maneira:
| “ | Eu vi em sua mão uma longa lança de ouro e, na ponta, o que parecia ser uma pequena chama. Ele parecia para mim estar lançando-a por vezes no meu coração e perfurando minhas entranhas; quando ele a puxava de volta, parecia levá-las junto também, deixando-me em chamas com o grande amor de Deus. A dor era tão grande que me fazia gemer; e, apesar de ser tão avassaladora a doçura desta dor excessiva, não conseguia desejar que ela acabasse. A alma está satisfeita agora, com nada menos que Deus. A dor não é corporal, mas espiritual; embora o corpo tenha sua parte nela. É uma carícia de amor tão doce que agora acontece entre a alma e Deus, eu oro a Deus por Sua bondade para fazê-lo experimentar naqueles que podem pensar que estou mentindo. | ” |

O grupo é iluminado por luz natural filtrada através de uma janela escondida na cúpula da edícula circundante, e é ressaltada por raios de estuque dourado. Teresa é mostrada deitada em uma nuvem, indicando que esta é uma aparição divina que estamos testemunhando. Outras testemunhas aparecem nas paredes laterais; retratos em alto relevo e tamanho real de membros masculinos da família Cornaro. O cardeal Federico Cornaro e o Doge Giovanni I Cornaro estão presentes e discutem o evento em "camarotes", como se estivessem no teatro. Embora as figuras sejam executadas em mármore branco, a edícula, os painéis de parede e os camarotes de teatro são feitos de mármores coloridos. Acima, a abóbada da Capela é pintada em afresco, com um céu ilusionista cheio de querubins com a luz do Espírito Santo alegorizada como uma pomba.
O historiador de arte Rudolf Wittkower escreveu:
| “ | Apesar do caráter pictórico do desenho como um todo, Bernini diferenciou entre vários graus de realidade, e os membros da Capela Cornaro parecem estar vivos como nós. Eles pertencem ao nosso espaço e ao nosso mundo. O evento sobrenatural da visão de Teresa é elevado a uma esfera própria, removida da visão do observador principalmente em virtude do dossel isolante e da luz celestial. | ” |

## Interpretação psicoanalítica
Os efeitos são teatrais, a família Cornaro parece observar a cena de seus camarotes, e a capela ilustra um momento em que a divindade entra em um corpo terreno. Caroline Babcock fala da fusão de prazer sensual e espiritual de Bernini no agrupamento "orgiástico" como intencional e influente em artistas e escritores da época. Irving Lavin disse que "a transverberação se torna um ponto de contato entre a terra e o céu, entre matéria e espírito". Como ressalta Franco Mormando, biógrafo de Bernini, embora o ponto de partida de Bernini para descrever a experiência mística de Teresa fosse sua própria descrição, havia muitos detalhes sobre a experiência que ela nunca especificou (por exemplo, a posição de seu corpo) e que Bernini simplesmente criou de sua própria imaginação artística, tudo com o objetivo de aumentar a carga quase transgressivamente sensual do episódio: "Certamente nenhum outro artista, ao interpretar a cena, antes ou depois de Bernini, ousou tanto em transformar a aparência da santa".
A interpretação dada por estudiosos psicanalíticos como Marie Bonaparte (a partir dos relatos de transverberação que Santa Teresa nos deixou) à experiência do êxtase místico em termos de pulsão erótica que se expressa sublimando-se no desmaio de inspiração espiritual, levou a crítica a sublinhar a beleza sensual e ambígua dos protagonistas desta obra de Bernini, validando assim a possibilidade de lê-la em termos psicanalíticos. O psicólogo italiano Enzo Bonaventura refere-se ao Cupido, destacando, a nível simbólico, uma ligação entre a figuração grega e a transfiguração religiosa na arte cristã. Para comprovar a sua legitimidade, basta recordar as palavras de Renan em viagem por Roma, diante deste mesmo conjunto de estátuas: «Si c'est cela l'extase mystique, je connais bien des femmes qui l'ont éprouvée». No entanto, poder-se-ia ainda citar o Conde de Brosses, o Marquês de Sade ou o escritor Veuillot.

## Trabalhos similares de Bernini
- Beata Ludovica Albertoni (1671–74) - San Francesco a Ripa, Roma
- Martírio de São Lourenço (1614–15)
- A verdade descoberta pelo tempo (1646–52) - Galleria Borghese, Roma

## Influências
- Escultura de Stefano Maderno de Santa Cecília, na igreja homônima (1600).
- Santa Rosa de Lima, de Melchiorre Caffà (1665) e sua Assunção de Santa Catarina.
- Francisco Aprile e Sant'Anastasia de Ercole Ferrata em sua igreja homônima em Roma.
- O grupo underground tcheco de maior sucesso internacional, o Êxtase de Santa Teresa, nomeou-se depois da escultura.
- Angels & Demons, o romance de Dan Brown, que lista a escultura como o terceiro "Altar of Science" dos Illuminati da ficção.
- A escultura é o tema da música "The Lie" do álbum de Peter Hammill, The Silent Corner e Empty Stage.[19]
- Em Infinite Jest, de David Foster Wallace, a escultura desempenha um papel na filmografia de James O. Incandenza, Jr. Wallace também alude a ela em três cenas adicionais envolvendo Joelle.[20]
- O artista de rua Banksy usou a imagem de Santa Teresa em uma de suas obras, embora tenha removido a figura angélica e adicionado uma refeição de fast food.[21]
- A escultura e a sua imagem são frequentemente referidas no romance Cutting For Stone de Abraham Verghese.

## Galeria

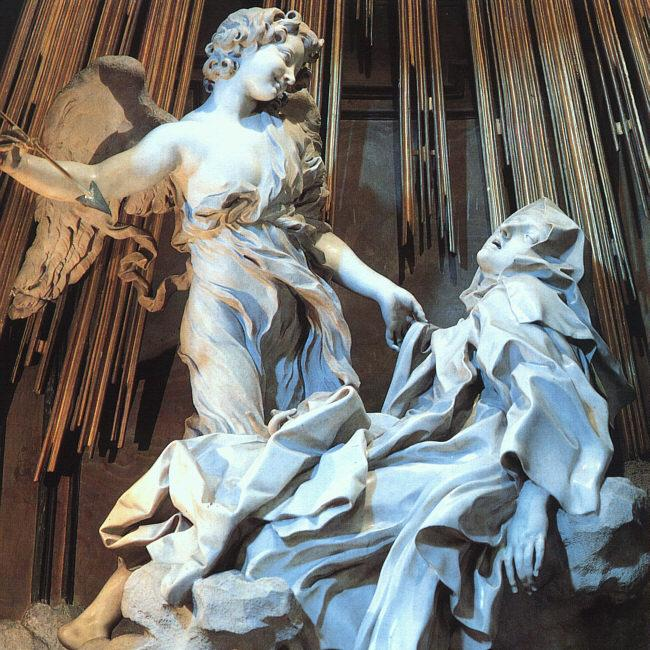
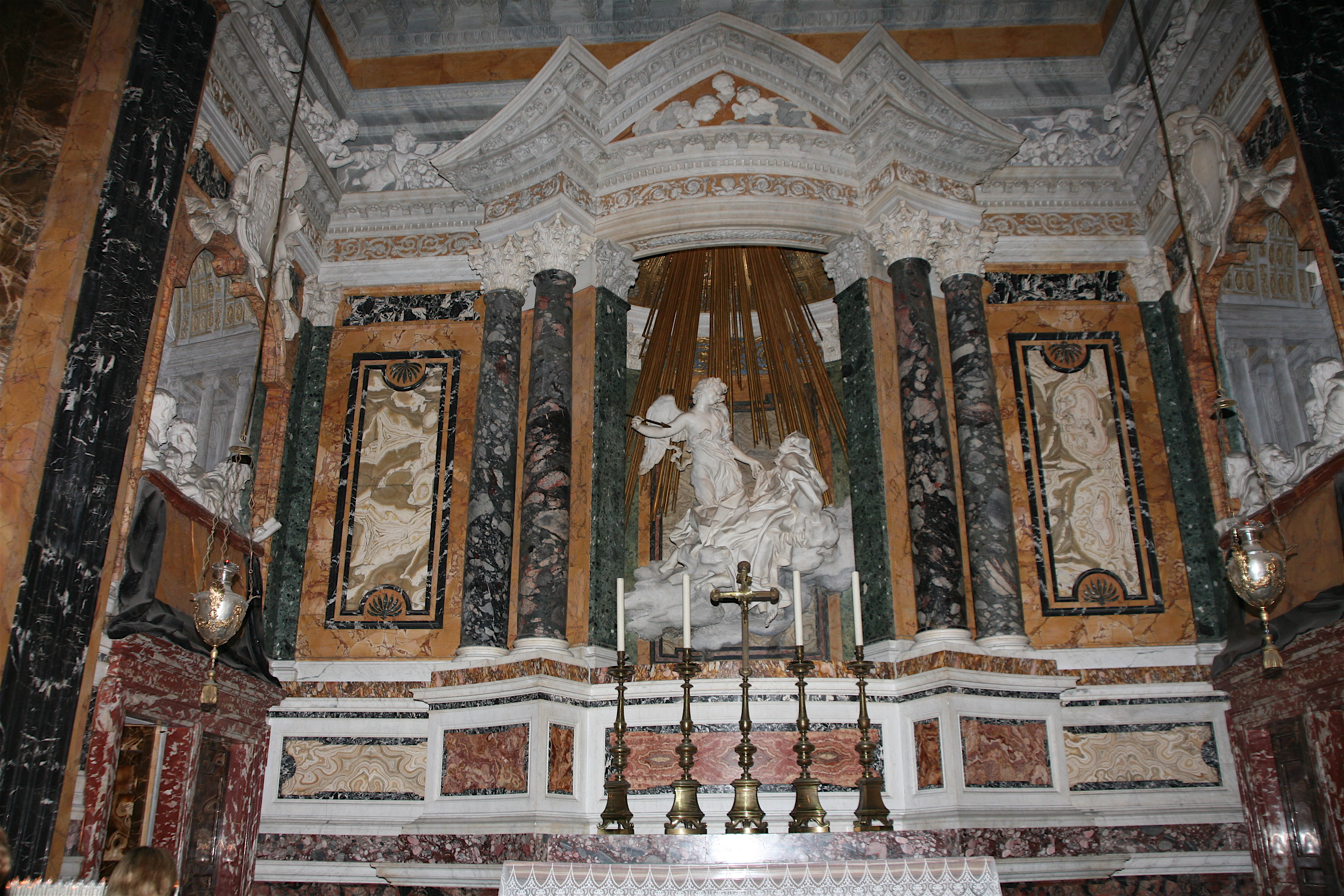
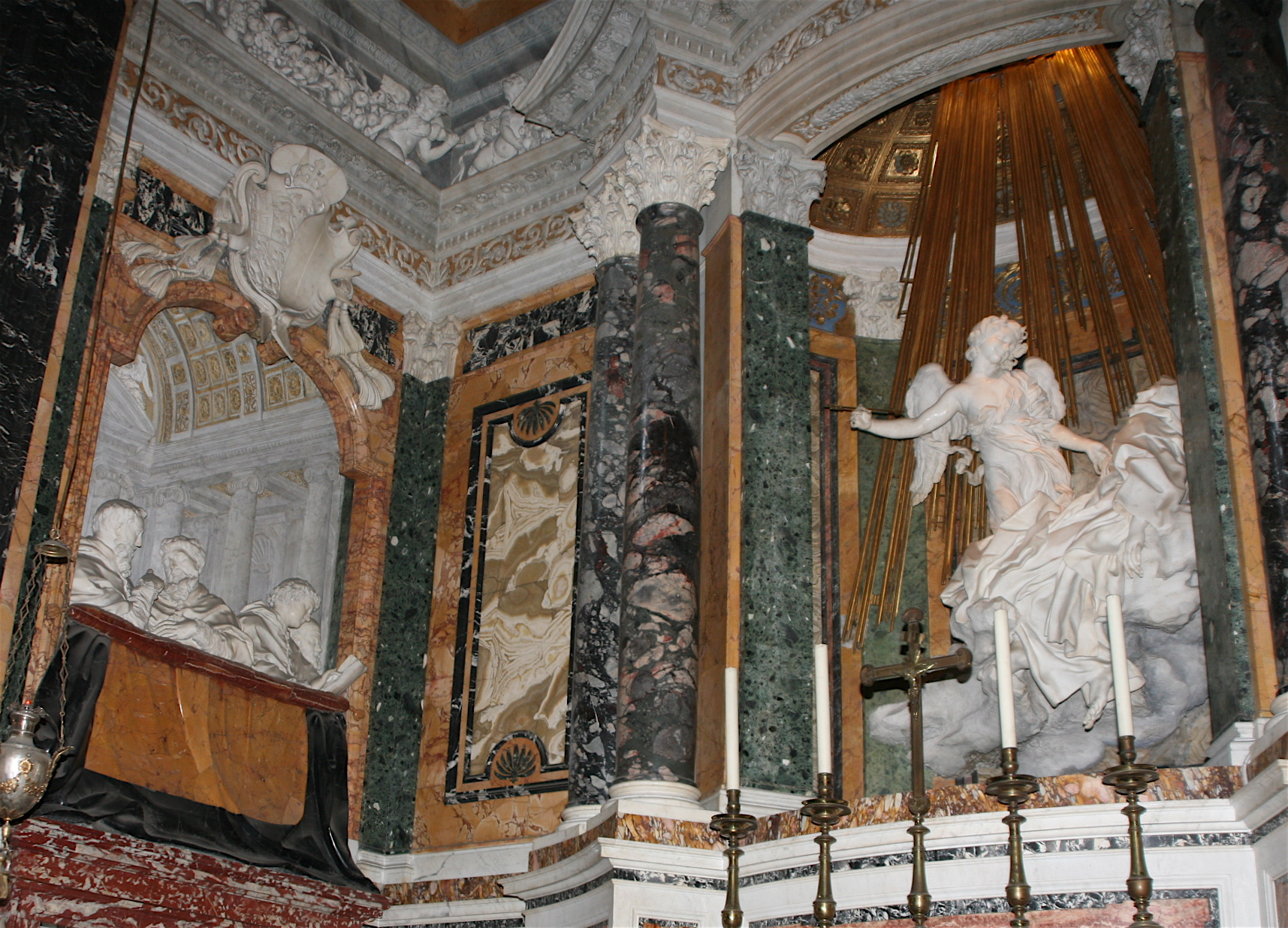
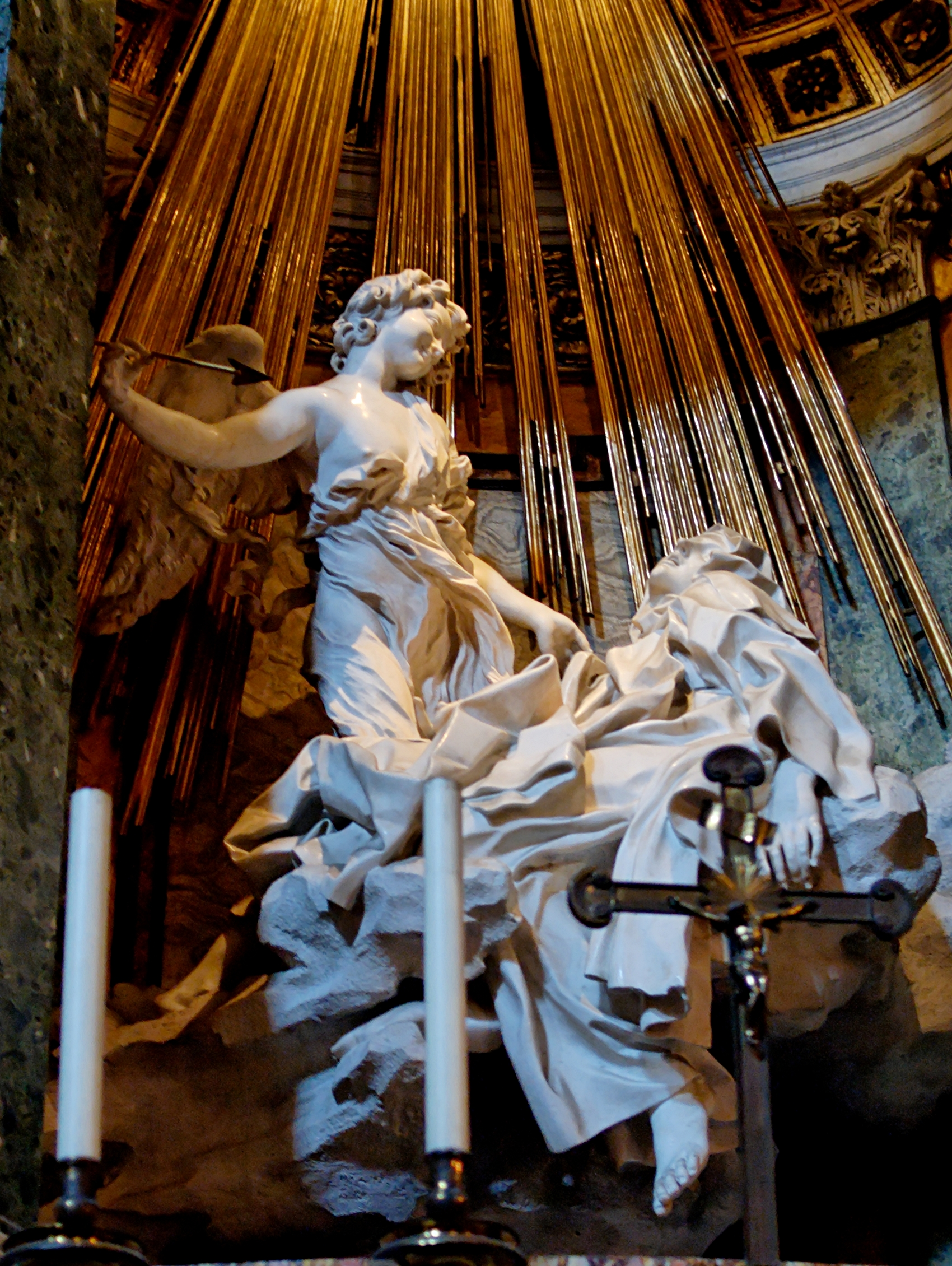
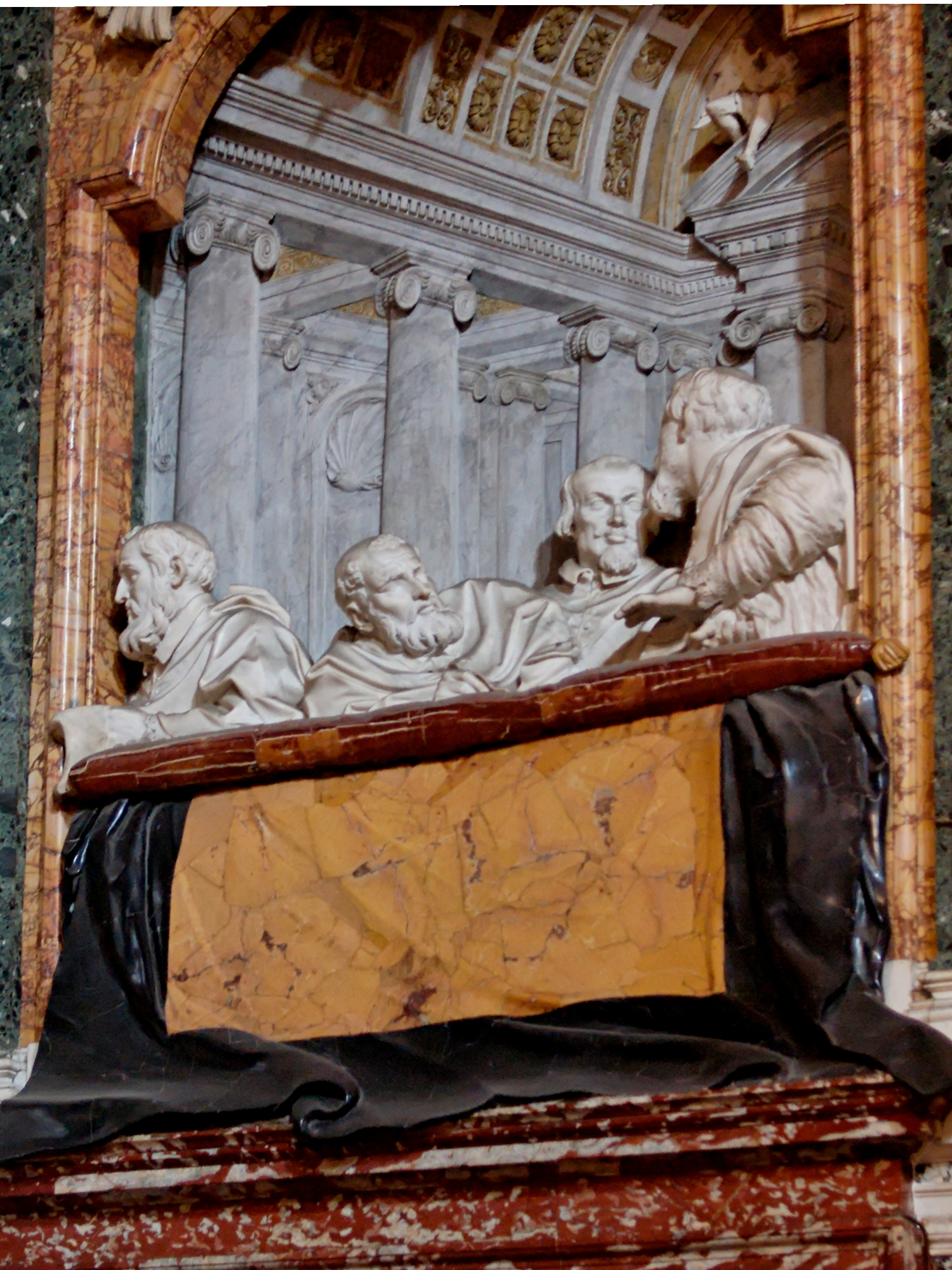
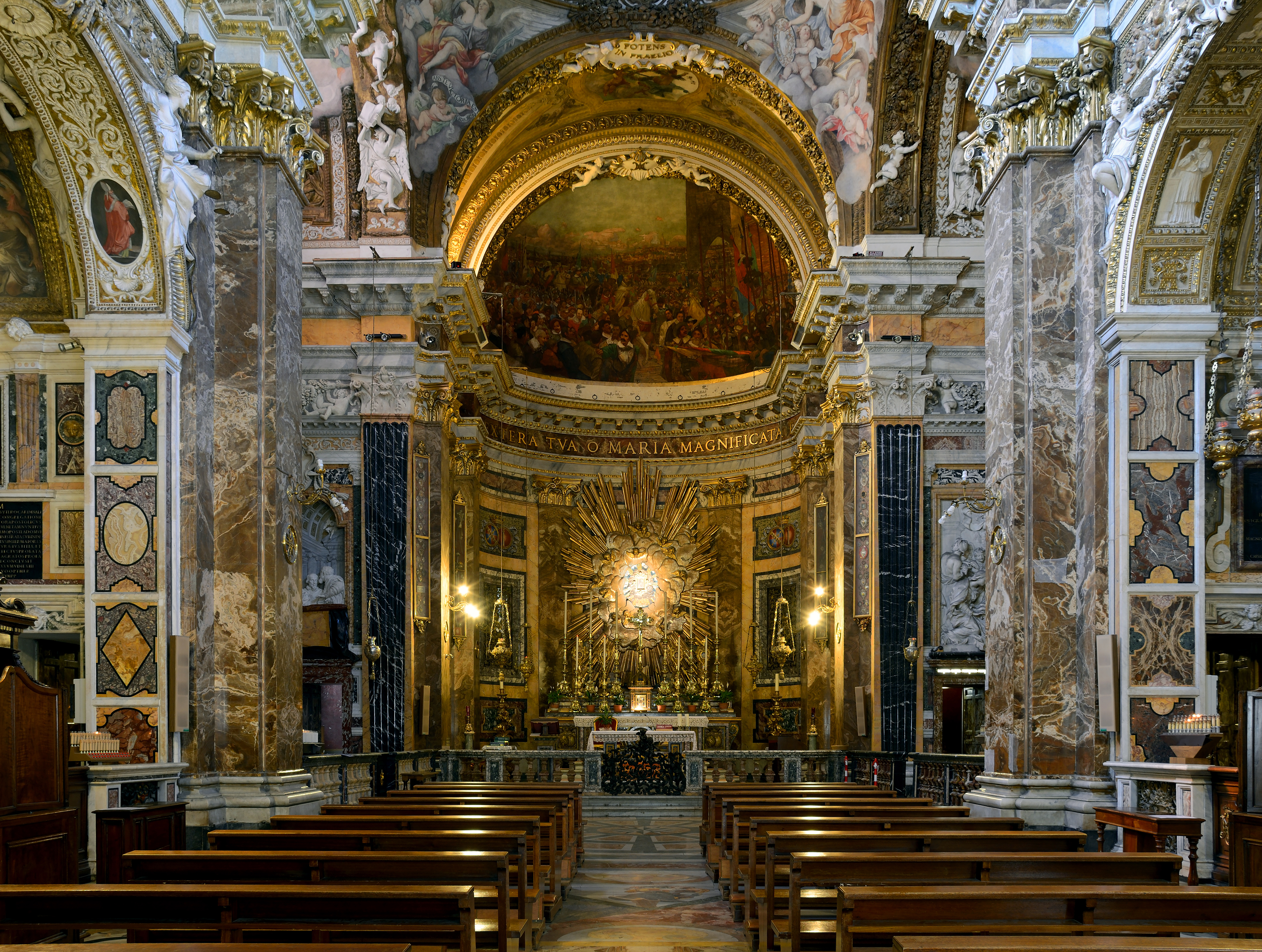
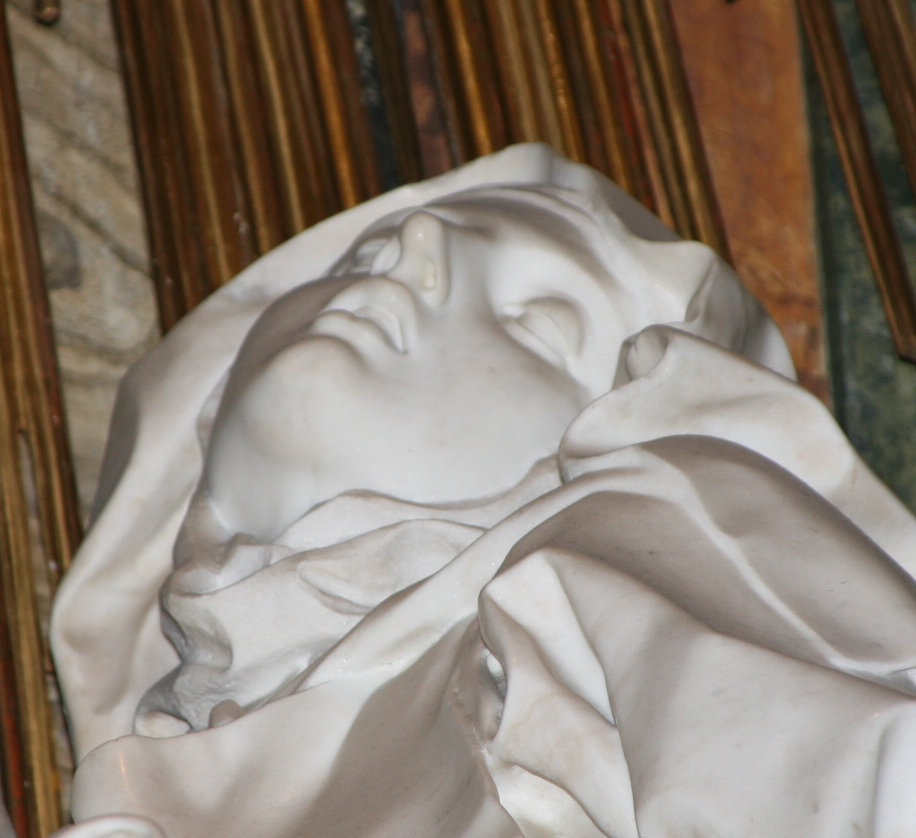
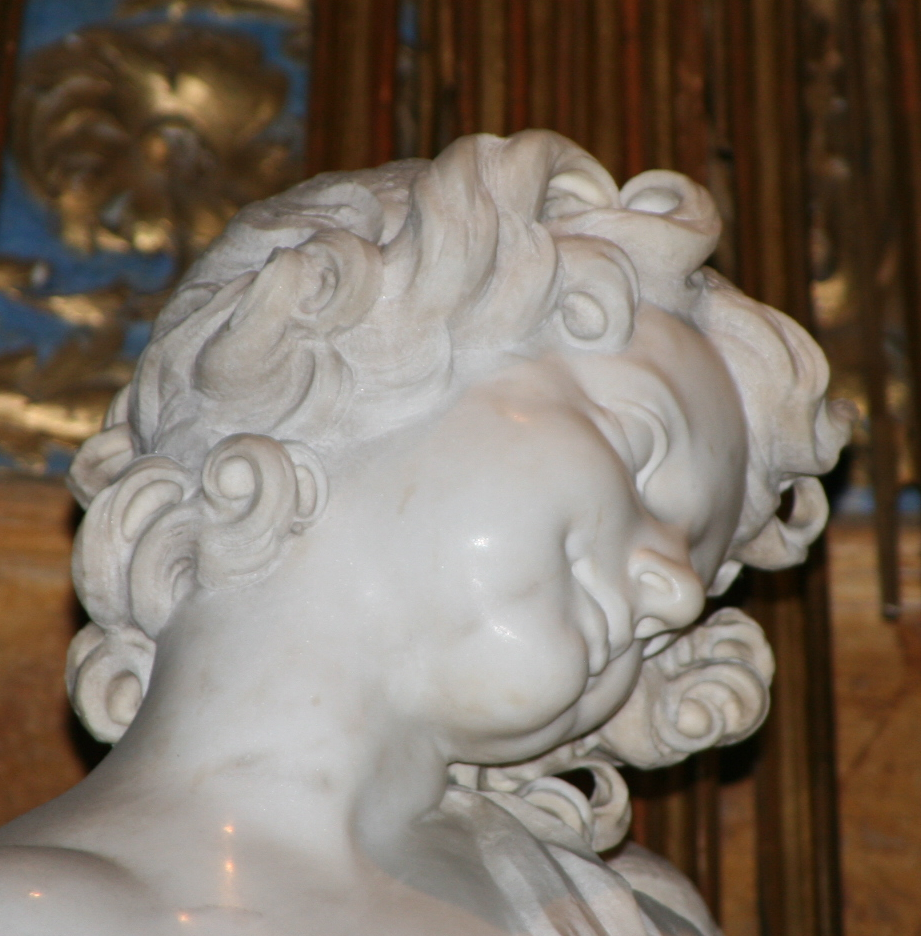